# Flight 666 - The Original Soundtrack
Flight 666 – The Original Soundtrack je živé album britské heavy metalové skupiny Iron Maiden, vydané 22. května 2009 v Anglii a 9. června 2009 v USA. Na albu jsou písně, které byly použity ve filmu Iron Maiden: Flight 666.

## Seznam skladeb

### CD1
| Pořadí | Název                       | Délka |
| ------ | --------------------------- | ----- |
| 1.     | Churchill's Speech          |       |
| 2.     | Aces High                   |       |
| 3.     | 2 Minutes to Midnight       |       |
| 4.     | Revelations                 |       |
| 5.     | The Trooper                 |       |
| 6.     | Wasted Years                |       |
| 7.     | The Number of the Beast     |       |
| 8.     | Can I Play with Madness     |       |
| 9.     | Rime of the Ancient Mariner |       |

### CD2
| Pořadí | Název                | Délka |
| ------ | -------------------- | ----- |
| 1.     | Powerslave           |       |
| 2.     | Heaven Can Wait      |       |
| 3.     | Run to the Hills     |       |
| 4.     | Fear of the Dark     |       |
| 5.     | Iron Maiden          |       |
| 6.     | Moonchild            |       |
| 7.     | The Clairvoyant      |       |
| 8.     | Hallowed Be Thy Name |       |

## Sestava
- Bruce Dickinson – zpěv
- Dave Murray – kytara
- Adrian Smith – kytara, doprovodný zpěv
- Janick Gers – kytara
- Steve Harris – baskytara, doprovodný zpěv
- Nicko McBrain – bicí

a
- Michael Kenney – klávesy